# Jerzy Mąkowski
Jerzy Mąkowski (ur. 10 marca 1940 w Warszawie) – polski artysta fotograf. Członek rzeczywisty i Artysta Fotoklubu Rzeczypospolitej Polskiej (AFRP). Członek Związku Polskich Artystów Fotografików. Przedstawiciel Kieleckiej Szkoły Krajobrazu. Członek Świętokrzyskiego Towarzystwa Fotograficznego.

## Życiorys
Po raz pierwszy zaprezentował swoją fotograficzną twórczość w 1957 roku, biorąc udział w zbiorowej wystawie fotografii młodzieży. W latach 1961–1964 był członkiem grupy fotograficznej „Stodoła 60” – w ramach działalności grupy wziął udział w ponad 50 wystawach fotograficznych. W 1965 roku ukończył studia na Wydziale Mechaniki Precyzyjnej Politechniki Warszawskiej. Twórczość Jerzego Mąkowskiego to przede wszystkim fotografia krajobrazowa, fotografia architektury, fotografia socjologiczna, reportaż. W 1979 roku został członkiem Związku Polskich Artystów Fotografików Okręgu Świętokrzyskiego, gdzie w kolejnych latach pełnił funkcje: członka Okręgowej Komisji Kwalifikacyjnej, przewodniczącego Komisji, członka Zarządu Okręgu, członka Rady Artystycznej Zarządu Głównego ZPAF. W 2007 roku został członkiem Okręgu Warszawskiego ZPAF (legitymacja nr 537). Jest autorem i współautorem wielu wystaw fotograficznych, autorskich i zbiorowych, krajowych i międzynarodowych oraz laureatem wielu nagród, medali, wyróżnień, dyplomów i listów gratulacyjnych. Jest wieloletnim konsultantem Ogólnopolskich Warsztatów Fotograficznych DIASTAR w Starachowicach oraz uczestnikiem i prowadzącym wielu innych warsztatów fotograficznych.
Przyjęty w poczet członków Fotoklubu Rzeczypospolitej Polskiej Stowarzyszenia Twórców. Decyzją Komisji Kwalifikacji Zawodowych Fotoklubu RP, otrzymał dyplom potwierdzający kwalifikacje do wykonywania zawodu artysty fotografa, fotografika (legitymacja nr 038). W 1990 roku Jerzy Mąkowski jako jeden z członków Rady Fundatorów – współuczestniczył w tworzeniu Fundacji Fotografia dla Przyszłości.

## Odznaczenia
- Medal Za Zasługi dla Kielecczyzny (1980)
- Srebrny Krzyż Zasługi (1982)
- Medal Okręgu Świętokrzyskiego ZPAF (1984)
- Medal 40-lecia ZPAF (1987)
- Medal 150-lecia Fotografii (1989)
- Odznaka „Zasłużony Działacz Kultury”[9]
- Złoty Medal „Za Fotograficzną Twórczość” (2013)[19]

Źródło